# 혼고촌 (야마가타현 히가시다가와군)
혼고촌(本郷村)은 야마가타현 히가시타가와군에 설치되었던 촌이다.